# Poinson-lès-Grancey
Poinson-lès-Grancey ist eine französische Gemeinde im Département Haute-Marne in der Region Grand Est. Sie gehört zum Arrondissement Langres, zum Kanton Villegusien-le-Lac und zum Gemeindeverband Auberive Vingeanne et Montsaugeonnais. 

## Geografie
Die 58 Einwohner (1. Januar 2022) zählende Gemeinde Poinson-lès-Grancey liegt an der Ource, etwa 50 Kilometer nördlich von Dijon und 40 Kilometer südwestlich von Langres. Im Gemeindegebiet an der Grenze zur Region Burgund entspringt die Ource, ein etwa 100 Kilometer langer Nebenfluss der Seine.